# 幻城
《幻城》是由上海耀客文化传媒有限公司出品，鞠觉亮担任导演，沈芷凝编剧，好莱坞美术设计师丹·汉娜担任艺术指导，原著作者郭敬明担任艺术总监，冯绍峰、宋茜、马天宇、张萌及麦迪娜领衔主演。2015年8月發佈新聞，9月才真正開機拍攝，2016年2月杀青。2016年7月24日登入湖南卫视钻石独播剧场播出的古装玄幻电视剧。
该剧改编自郭敬明同名小说《幻城》，讲述了在冰族与火族之间的较量以及围绕冰族幻雪王国年轻的卡索和樱空释两位王子展开的恩怨与阴谋。

## 播出時間及平台
| 頻道            | 所在地   | 播映日期                     | 播出時間                   | 同步平台                                             |
| --------------- | -------- | ---------------------------- | -------------------------- | ---------------------------------------------------- |
| 湖南卫视        | 中国大陆 | 2016年7月24日                | 《钻石独播剧场》周播       | 芒果TV 腾讯视频 优酷土豆 爱奇艺 乐视网 搜狐视频 PPTV |
| cHK香港台       | 新加坡   | 2016年9月5日                 | 星期一至三 22:00-23:00     |                                                      |
| Astro全佳HD     | 马来西亚 | 2016年10月12日               | 星期一至四 21:30 - 22:30   |                                                      |
| 日本电视台      | 日本     | 2016年9月22日                |                            |                                                      |
| 中視主頻        | 臺灣     | 2016年10月18日               | 每週一至週五 21:00 - 22:00 |                                                      |
| 中天綜合台      | 臺灣     | 2016年12月5日至2017年1月10日 | 每週一至週五 20:00 - 21:00 |                                                      |
| 中天綜合台      | 臺灣     | 2017年1月11日                | 每週一至週五 19:00 - 20:00 |                                                      |
| 深圳卫视        | 中国大陆 | 2017年2月14日                | 每週一至週五 下午档        |                                                      |
| 7頻道（35頻道） | 泰國     | 2017年3月13日                | 每週一-三09:30             |                                                      |

## 劇情
冰族王子卡索與櫻空釋兄弟雖然同父異母，但感情非常好。櫻空釋因為不會使用靈力而遭到排擠，卡索總是幫他解圍。卡索為冰王所器重，早就有心傳位給他，但他只想「當一隻霰雪鳥，自由自在的飛翔」，櫻空釋雖然還未成年，卻早已立志要讓他哥哥不需要當冰王。
火族对冰族展开侵略战争。冰族首都刃雪城破，卡索、樱空释被迫流亡凡世，历经种种艰难险阻，寻得圣物六叶冰晶和噬神剑，击败火王，复国成功。在此期間，卡索結識保護他的守界使者凡人梨落，兩人互有情意，卡索卻被火王火燚廢去靈力。而櫻空釋則被不知道他身分的火族公主艷炟帶走，化名雲飛，最後逃出。櫻空釋也在此期間學會運使靈力。有一支一葉竹笛，兄弟二人一個擁有笛子，一個擁有羽毛，在凡世期間皆以此聯絡。
复国后，卡索被定为下任冰王，但他爱上凡人女子梨落，拒绝娶人鱼族公主岚裳，遭到冰族皇室反对。樱空释为了成全哥哥自由自在的夢想，起身与他争抢王位，然而在争夺的过程中，冰王提出如要当王，唯有通过比试才能真正的成为冰族之王，其中一项是修复冰火之戰時被毀的冰幕，而他们都清楚如要修复冰幕就需要六叶冰晶，而当时的六叶冰晶已被火王火燚销毁，因此冰王告诉他们只有将冰核重新制作为六叶冰晶才能修复冰幕，最重要的是拥有正统的冰族血脉才能使冰核茁壮成长。冰王其實已暗知櫻空釋身世並不單純，所以藉此難為他。
而当时樱空释用自己的血来喂养小冰核时，便发现了自己不是冰族的神，便对自己的身世起疑并认为自己是火族的王子。但是他的母亲，冰王側室蓮姬为了让他当上王，便杀了五位冰族的少年，夺取他们的血来喂养小冰核，因此他的冰核比卡索的冰核多了一个角，最后樱空释在冰王设下的比试中胜出，成为新一任冰王，当上冰王的他给卡索和梨落赐婚。直到有一天，樱空释去找了火王，火王也认为樱空释就是莲姬和自己所生的儿子，并让樱空释去夺取纯正人鱼族的一泪石。为了封住火燚的嘴，樱空释便答应了火王的要求，于是使用焕颜术把自己变成卡索的样子，向岚裳提出一泪石的要求，可是当他知道一泪石是要通过毀去人鱼族清白才能换取的。当时的他认为不能毁了人鱼公主的清白，因此打消了这个念头，但是他不知道当时火族王子烁罡就躲在樱花岛偷听岚裳和樱空释的对话，并且强奸了岚裳。事后，岚裳一直以为是樱空释强姦了她，因此在梨落与卡索成婚当天，岚裳为了报复樱空释错手杀了梨落。后来，烁罡再次去到樱花岛把事情的真相告诉了岚裳，岚裳知道自己误解了樱空释，还错杀了梨落便跳下海自杀。
这件事令樱空释自责不已，又得知自己其實是一個被封印的上古之神淵祭之子。但他為卡索的苦心人人都不知道，連卡索也不了解，而且似乎一切都指向他對冰族有害，最後更被迫叛離冰族。櫻空釋知道他已無法讓哥哥自由，反而帶給他無盡煩惱，只能自己死在他手上，讓卡索能夠有靈力當冰王。所以他帶火族人到刃雪城，假作開戰，他与卡索决斗，自愿死在卡索手上，将所有灵力过继给卡索。卡索后来得知弟弟的隐情，为了复活弟弟、梨落、岚裳，他召集封臣，前往圣地幻雪神山寻找可以让人复活的隐莲。
卡索和小伙伴们在幻雪神山接连击败东西南北四大护法，最终击败幻雪神山的主人渊祭，得到泪石。但渊祭死前给卡索下了诅咒。因为诅咒，复活的岚裳和梨落互换了意識，而卡索娶的梨落其实是岚裳。而樱空释复活后记忆全无只记得自己死在卡索手上，被火族利用，转而进攻冰族。冰火大战再度打响，在樱空释(罹天烬)的率领下冰族节节败退，卡索與櫻空釋決鬥，卡索助櫻空釋想起回憶，沒想到火燚卻趁機出手殺死卡索。櫻空釋悲傷不已，殺了火燚，但對櫻空釋頗有情意的艷炟卻因為阻擋火燚殺櫻空釋而被他殺死。
樱空释为了复活卡索，化身霰雪鸟一遍遍撞击炼囚石，因为传说炼囚石内有可以逆转时空的圣物赤凝蓮。但最神秘的封天婆婆見狀卻無助的大喊：「不要！不要再回到那個痛苦的時空！」

## 製作
本片制作投入3.3亿以上，剧组在怀柔的中影基地至少搭建了6个主要场景，其中"无尽海"一景就占地7000多平方米，所用人工模拟的雪景材料多达500噸；该剧六成资金用于特效制作，邀请了近300名演员参与拍摄，群演和替身达到30000人次，使用7架4K摄影机阿莱艾美拉在占地19000平方米的8个摄影棚，以及12处外景地拍摄了1950场戏;使用绿幕45000平方米，制作兵器937件，服装1370件，道具耗费工作人员2400小时赶制。
《幻城》的制作由百雀羚独家冠名赞助，其中百雀羚品牌代言人周杰伦还为《幻城》的主题曲《不该》编曲、演唱。
并收录于周杰伦2016年发行的专辑周杰伦的床边故事中。

## 演員表

### 主要角色
| 演員              | 角色   | 简介 |
| 冯绍峰            | 卡索   | 冰族王子 气宇轩昂、重情重义、沉稳有责任感。 備註: 向往自由但背负族群重任，不得不放弃个人得失。深愛梨落。 参见刃雪城 |
| 宋茜 少年：纪姿含 | 梨落   | 守界使者 英姿颯爽、人类身份、正直善良、个性沉稳隐忍。 備註: 与卡索相爱但碍于身份差别不表露情感，默默为卡索付出，甚至為了消滅卡索體內劍靈，與墮神諭交換條件，每當夜晚來臨時，會變成嗜血怪物，因此每夜躲進森林避免傷及無辜。為了救释，被岚裳誤殺，釋耗費靈力冰封住梨落元氣及身軀。被卡索、里神醫，皇柝封進無盡海底，後來復活失去記憶。 與嵐裳靈魂互換。 参见守界使者 |
| 马天宇 少年：边程 | 樱空释 | 冰族王子（实际上是渊祭之子） 假裝反派，一心為了哥哥好 卡索異父異母的弟弟 與卡索感情甚好，處處為卡索著想 備註: 為了成全卡索及梨落，與卡索爭冰王之位，實際親生父親為冰焰族淵祭。為了讓卡索恢復神力而亡。 参见刃雪城 |
| 马天宇 少年：边程 | 罹天烬 | 樱空释复活后的身份 灵力超群，失去记忆，与冰族对立。 参见火族 |
| 马天宇 少年：边程 | 剑灵释 | 释最後的元氣 存留噬神劍裡出現的小劍靈,與卡索一起闖蕩幻雪神山。 |
| 马天宇 少年：边程 | 云飞   | 樱空释在火族隐藏身份 成为艳炟的仆人，深得艳炟的喜爱及信任。 隱藏身份時，與哥哥裡應外合。 |
| 张萌              | 艷炟   | 火族公主 泼辣、个性刁蛮、敢爱敢恨、秉性善良 備註: 喜歡櫻空釋，深得火燚喜爱 为救樱空释与父翻脸并为其牺牲。 参见火族 |
| 麦迪娜            | 岚裳   | 人鱼族公主 迷恋卡索 最终被爍罡玷污 備註: 原本個性單純，被玷污後性情大變，誤殺梨落。跳海自盡，復活後失去記憶，與梨落靈魂互換。 参见人鱼族 |

### 次要角色
| 神族   | 千灵聚落 | 人族     |
| 冰族   | 千灵族   | 守界使者 |
| 火族   | 鹰族     | 寻梦族   |
| 人鱼族 | 熊族     | 神医族   |

#### 冰族
- 冰族是神族之一；能力强大，爱好和平，维护三界和平。

##### 刃雪城
| 演員              | 角色   | 简介 |
| 卢勇              | 老冰王 | 冰王之父，卡索的爷爷，封天的伴侣 |
| 郑佩佩            | 封天   | 冰族大祭司、幻术师、占星师 老冰王的伴侶 冰王的母后 卡索的奶奶 後因靈力全輸給卡索而由神轉為人，救過星軌。 |
| 邵兵              | 凜弨   | 冰族之王 卡索的父亲 初期反對卡索與梨落在一起，甚至約談梨落試圖拆散他們，後為保護卡索而成全他們。 |
| 龚蓓苾            | 晨浵   | 冰族之 卡索的母亲 被附身在蓮姬身上的淵祭所殺。 因梨落與墮神諭交換條件，梨落為離開卡索，與冰后一同演戲騙卡索。 |
| 金喜善 少年：白冰 | 莲姬   | 冰王侧妃 樱空释的母亲。 在于火族大战时，背叛了冰族，把冰族皇室的弱点告知火燚，导致铸弓、千影、雳光、南星、雪宓丢失了性命。少時與渊祭相戀。冰族內鬼。雪霧森林五少年遇害之兇手。殺死協助星舊查案的四隻精靈。為了兒子釋，什麼事都做的出來。為了不讓淵際殺了櫻空釋，讓噬神劍殺了自己 备注： 剧中，莲姬和渊祭不是同一个人。 |
| 张子文            | 铸弓   | 冰族王子 冰族皇室长子，为人稳重。千影之夫。 在与火族大战時，被火燚以火焰斩制服，后丢失性命。 |
| 李晟              | 千影   | 冰族王妃 铸弓之妻。 在与火族大战時，被火燚以火焰斩制服，后丢失性命 |
| 何翔              | 雳光   | 冰族王子 在与火族大战時，被火燚以火焰斩制服，后丢失性命。 |
| 王艺瞳            | 南星   | 冰族公主 在与火族大战時，被火燚以火焰斩制服，后丢失性命。 |
| 欧倩如            | 雪宓   | 冰族公主 在与火族大战時，被火燚以火焰斩制服，后丢失性命。 |
| 冯绍峰            | 卡索   | 冰族王子 冰王与冰后之子。 与火族一场大战后，仅存的两位皇子之一。 详见主要角色 |
| 马天宇 少年：边程 | 樱空释 | 冰族王子 冰王与莲姬之子。 与火族一场大战后，仅存的两位皇子之一。 详见主要角色 |
| 黄海冰            | 克托   | 冰族臣子 带领手下组成守界使者，守卫冰族边界，效忠冰族。 收養梨落。死於冰火大戰之中。 详见守界使者 |
| 单思涵            | 泫榻   | 冰族臣子 冰王的部下，七圣者的头领，对冰族忠心不二。 發現蓮姬是冰族內鬼，被釋誤殺。 |
| 牟星              | 花效   | 冰族臣子 凤凰店小二。 |
| 王嵛              | 笈筌   | 冰族女将军 卡索的儿时玩伴。 在与火族大战時丢失性命。 |

#### 幻雪神山
| 演員   | 角色 | 简介 |
| 严屹宽 | 渊祭 | 幻雪神山的最高神 櫻空釋生父 拥有四大护法—倾刃、蝶澈、星轨、星昼。 备注： 原著中，渊祭是女性角色，也是莲姬。 但剧中被改编为男性角色，和莲姬是两个不同人物。 |
| 宫正楠 | 倾刃 | 幻雪神山東方护法 原是西方護法，搶了青龍的東方護法。 居於破天白虎殿 死於卡索手下                                                                            |
| 孙祖君 | 青龙 | 幻雪神山前東方護法 被傾刃殺死。 |
| 吴优   | 蝶澈 | 幻雪神山南方护法 居於破天朱雀宮。详见千灵族 |
| 徐娇   | 星轨 | 幻雪神山西方护法 详见寻梦族 |
| 邓莎   | 星昼 | 幻雪神山北方护法 居於縱天神殿 死于星軌和片風手下 |
| 居来提 | 凤凰 | 幻雪神山杀手 火族合作者 卡索等人打敗淵祭後，他來到火族，與火燚合作，最後被吞噬元氣。                                                                       |

#### 火族
- 火族是神族之一；个个狂妄好战，为达目的不惜牺牲他人，完全不顾战争所带来的伤害。

| 演員              | 角色   | 简介                                                                                    |
| 胡兵              | 火燚   | 火族之王 炘絕、爍罡、艷炟之父 残暴不仁，对权力执念般向往。 挑起冰火大戰，被噬神劍所傷。 |
| 书亚信            | 烁罡   | 火族太子 艷炟之兄 性格狂妄，陰險自大，被人魚聖尊所殺 玷污嵐裳。                         |
| 张萌 少年：赵姝婷 | 艳炟   | 火族公主 深得火燚的喜爱。 详见主要角色                                                  |
| 姜潮              | 炘绝   | 火族王子 艷炟之兄 狂妄傲气少年,借庆贺之名偷入冰族禁地，被抓后遭黑霧灭口。               |
| 马天宇            | 罹天烬 | 火族合作者 樱空释復活後失去記憶 详见主要角色                                            |

#### 人鱼族
- 人鱼族是神族之一，夹在冰火两族间；有着倾城的美貌和动听的歌声。

| 演員   | 角色     | 简介                                                                    |
| 沈海蓉 | 人鱼圣尊 | 至尊圣者 人鱼族首领，因岚裳而偏向冰族。                                 |
| 金喜善 | 莲姬     | 详见刃雪城                                                              |
| 麦迪娜 | 岚裳     | 人鱼族公主 有着与其他神族通婚的使命。 復活後與梨落靈魂互換 详见主要角色 |

#### 千灵族
- 千灵族是千灵聚落之一，修炼成人的自然界妖精；有人族没有的法术。

| 演員   | 角色 | 简介 |
| 王艺禅 | 傺楝 | 千灵族女王 潮涯之母 千灵族首领，因尋找巫樂的來源而離開千靈族，從此沒有回來。在卡索和夥伴們到達南方護法蝶澈的破天朱雀宮時，她竟成了蝶澈的手下，但本身已因不服蝶澈而被拿去餵食肉的魔蝶，被蝶澈重新用魔蝶塑造。不贊成片風喜歡女兒潮涯，認為他身份不配。  |
| 陈欣予 | 潮涯 | 千灵族公主(後成為女王) 傺楝之女 情感细腻、待人真诚，为族人可以放弃性命。对乐律出神入化的掌控守护千灵聚落的和平，陷在和片风(青梅竹馬)与辽溅(未婚夫)的情感纠葛中左右为难，後因片風和遼濺元氣被淵祭吞噬，傷心過度，因而所彈出的音符無生命力，讓花草枯萎  |
| 张雨剑 | 片风 | 千灵聚落侍卫长 潮涯的侍卫。 详见鹰族 |
| 吴优   | 蝶澈 | 巫乐族人民心中的女神 拥有倾国倾城的美貌，精通巫乐。 后成为幻雪帝国的南方护法，因被卡索等人打敗而大徹大悟，幫助冰族對抗火族。最终死于火燚之手。 参见幻雪神山                                                                                           |
| 范世琦 | 遲墨 | 巫乐族乐师 和蝶澈是音樂知音而和蝶澈成為戀人。但冰火大戰時，因家族火族後裔身份而被視為千靈族最大的叛徒，即使蝶澈忍受冰雪跪在城門前求情，也依舊被冰族判處極刑處死。後蝶澈用蝴蝶化出他樣貌的人偶生活。之後蝶澈和卡索等人對戰時，出手幫了卡索而差點湮滅。 |

#### 鹰族
- 鹰族是千灵聚落之一，修炼成人的自然界妖精；有人族没有的法术。

| 演員   | 角色 | 简介 |
| 张雨剑 | 片风 | 孤儿，是千灵族潮涯的侍卫。 外形精干、飞鹰精灵、性格潇洒、识大体懂进退。喜歡潮涯，與她青梅竹馬，因渴望自由而離開潮涯，但又因她與遼濺訂婚而後悔。可变幻成飞鹰，打斗时双掌变鹰爪，有着出神入化的速度和攻击力，防身寶物是金羽甲。後在幻雪神山中被下毒而死，因爲元氣被淵祭吞噬、封印而無法被隱蓮復活。 参见千灵族 |

#### 熊族
- 熊族是千灵聚落之一，修炼成人的自然界妖精；有人族没有的法术。

| 演員   | 角色 | 简介 |
| 刘冬沁 | 辽溅 | 熊族之王 熊族首领。健硕，力量型，外粗内细。 与潮涯有婚约。在幻雪神山為保護潮涯而被刺客(刺殺卡索)所殺。因爲元氣被淵祭吞噬、封印而無法被隱蓮復活。 |
| 王田野 | 黑风 | 奪取遼濺的大王之位，並想用六葉冰晶為交換條件迎娶火族公主，後被遼濺處決。                                                                         |

#### 守界使者
- 守界使者是人族之一，没有幻术；能以自身功夫与神族一较高下。

| 演員              | 角色 | 简介                                                                                            |
| 黄海冰            | 克托 | 守界将军 守界领袖，守卫冰族边界，防止外敌入侵。 最後為了保護卡索及櫻空釋被爍罡所殺。 参见刃雪城 |
| 宋茜 少年：纪姿含 | 梨落 | 守界使者 卡索的恋人。 復活後與嵐裳靈魂互換 详见主要角色                                         |
| 黄德毅            | 秦楚 | 守界使者 守护梨落，默默暗恋她。                                                                 |
| 秦勇              | 绿昭 | 守界使者 嗜酒如命。                                                                             |
| 曲尼次仁          | 阳丹 | 守界使者                                                                                        |

#### 寻梦族
- 寻梦族是人族之一，不喜斗争；能潜入他人梦境占卜未来，知晓过去。

| 演員 | 角色 | 简介 |
| 徐可 | 星旧 | 尋梦族夢主 个性沉稳内敛，明辨善恶，对冰王忠诚。对梦境的操控出神入化，有着三界中独特的占卜技能。最愛妹妹星軌。在得知最爱的妹妹是杀人者时大义灭亲。 |
| 徐娇 | 星轨 | 尋梦族公主 星旧的妹妹 灵力超群。为拯救哥哥与渊祭订下盟约，成为西方护法。被星旧责怪而散去元氣自尽。 参见幻雪神山                                   |
| 铁政 | 荨昊 | 尋梦族長老 |

#### 神医族
- 神医族是人族之一，攻击力普通；有治愈三界万物的本领。

| 演員   | 角色 | 简介 |
| 李昊瀚 | 皇昂 | 神医族长 皇柝之父 相貌温和，在利益面前没能抵挡住诱惑，贪婪吞下冰晶且嫁祸鼠妖，事情败露后成失智老人。        |
| 汪铎   | 皇柝 | 神医族未来的族长 温柔帅气、忠厚老实、医者仁心。 专攻白魔法，能够治病救人刮骨疗伤。 深爱月神但不好意思表达。 |
| 逯恣祯 | 月神 | 神医族里神医 天生带煞气，以毒攻毒，以进为守。善用毒。                                                       |
| 彭杨   | 月照 | 神医族族民 月神之姐姐，月冷之孪生姐妹。 皇柝未婚妻，後來解除婚約。                                          |
| 彭杨   | 月冷 | 神医族族民 月照孪生姐妹。                                                                                   |

### 其他角色
| 演員        | 角色      | 简介                                                                                            |
| 张歆艺      | 隐莲精灵  | 隐莲绽放，精灵现世 在原著中，隐莲能起死回生，是卡索一行去往幻雪神山的原因与整个故事大悲转折点。 |
| 张籽沐      | 言荒      |                                                                                                 |
| 王艺哲      | 兔妖      | 兔精灵 诬陷潮涯公主。                                                                           |
| 边嘉威      | 猎人/鼠妖 | 假扮成獵人，將梨落及月神騙至鼠妖地盤之中。                                                      |
| 朱春桥      | 筍昊      |                                                                                                 |
| 丁笑滢      | 迦凌      | 人族 闍印的戀人。                                                                               |
| 尹键        | 闍印      | 妖客 冰族的墮落之神，知道如何讓卡索恢復靈力。                                                   |
| 徐天豪      | 沽星      |                                                                                                 |
| 贺飞        | 流月      |                                                                                                 |
| 杨安琪      | 针        |                                                                                                 |
| 王嘉维      | 伢照      |                                                                                                 |
| 王海祥      | 乌鸦      |                                                                                                 |
| 杨柳        | 朝夜      |                                                                                                 |
| 郭鑫Frankie | 裘天年    | 封天婆婆所假扮，是樱空释为了救卡索而精心設計的計劃。                                            |
| 陈大成      | 荪田      |                                                                                                 |
| 杨常青      | 荪田手下  |                                                                                                 |
| 胡京铭      | 南禾      |                                                                                                 |
| 王湘雯      | 湘闻      |                                                                                                 |
| 王文思      | 来思      |                                                                                                 |
| 薛岳        | 小雪      |                                                                                                 |
| 李又麟      | 珍奇商人  | 在凡界抓走嵐裳，利用窮母子想要榨乾嵐裳的珍珠。                                                  |
| 高华阳      | 人间骗子  | 在卡索初到人間時，欺騙卡索，讓卡索體悟人間有善惡之分。                                          |
| 于娜        | 穷母亲    | 凡界奴隸市場上的奴隸，被嵐裳所救。                                                              |
| 文熙        | 穷儿子    | 凡界奴隸市場上的奴隸，被嵐裳所救。                                                              |
| 孔庆三      | 鹿精      |                                                                                                 |
| 曲戈        | 树妖      |                                                                                                 |
| 吕雪        | 虎妖      |                                                                                                 |
| 高玉庆      | 老梦主    | 星舊、星軌之父。                                                                                |

## 电视原声带
| 曲序 | 曲目                              |                | 作曲           | 演唱                          |
| ---- | --------------------------------- | -------------- | -------------- | ----------------------------- |
| 1.   | 不该（主题曲）                    | 方文山         | 周杰伦         | 周杰伦、张惠妹                |
| 2.   | 心底（片尾曲）                    | 叶怀佩、罗宇轩 | 叶怀佩         | 袁咏琳                        |
| 3.   | 梦话（插曲）                      | 孔祥宇         | 刘胡轶         | A-Lin                         |
| 4.   | 爱会还原（插曲，六大角色歌—卡索） | 叶怀佩         | 叶怀佩         | 叶怀佩                        |
| 5.   | 梨落（插曲，六大角色歌—梨落）     | 方文山         | 叶怀佩、Andrew | 版本一：袁咏琳 版本二：宋茜   |
| 6.   | 爱如樱（插曲，六大角色歌—樱空释） | 方文山         | 黄雨勋         | 版本一：黄雨勋 版本二：马天宇 |
| 7.   | 我不放手（插曲，六大角色歌—艳炟） | 温曼尼         | V.K克          | 秦宇子                        |
| 8.   | 彼岸鱼（插曲，六大角色歌—岚裳）   | 黄俊郎         | 洗佩瑾         | 洗佩瑾                        |
| 9.   | 莲殇（插曲，六大角色歌—莲姬）     | 李念和         | 于文文         | 于文文                        |

### 电视剧配乐
- 约50多首配乐
- 总监：V.K克
- 演奏者：波士顿室内交响乐团（Boston Chamber Orchestra)
- 配乐特殊配器：Irish Flute、Sitar、Duduk、Basson、Bagpipes

## 獎項
- 2016新浪微博之夜 年度電視劇榮譽

## 番外篇
网络剧《幻城凡世》（英文：Ice Fantasy - Destiny）是电视剧《幻城》番外篇，讲述男女主角卡索与梨落七生七世虐恋的故事。该番外篇于2016年3月1日开机，2016年4月17日杀青，2017年3月8日登录腾讯视频独家播出。
- 出品方：企鹅影业、耀客传媒
- 制片人：罗刚
- 导演: 徐乾、郭玉龙
- 编剧：沈芷凝
- 集数：16集

### 演員

#### 主演
| 演員   | 角色               | 简介                                                                            | 登場集數                                                                                               |
| 冯绍峰 | 馮索/舍彌          | 冰族王子，梨落前生的情人，櫻空釋的哥哥，格凝集團總裁，卡索轉世                  | 1∼13、15、16(舍彌第10集時有出場，幫助馮索對抗噬神劍靈，第12集出現在焰主口述的回憶畫面，第15集舍彌復活) |
| 张雨绮 | 洛洛               | 守界使者，馮索的情人，梨落轉生                                                  | 全剧                                                                                                   |
| 马天宇 | 馬天賜/樱空释/霰雪 | 冰族王子(实为冰焰族渊祭之子)，卡索前生的弟弟                                    | 1∼4、6∼16(第1集只有在機場出現身影)                                                                     |
| 张萌   | 艷炟/初代焰主      | 火族公主，喜欢櫻空释                                                            | 3∼4、6∼7、9∼16(第3集已出場，但未正面露臉)                                                              |
| 徐可   | 星旧               | 寻梦族国王，星轨的哥哥                                                          | 全剧                                                                                                   |
| 麦迪娜 | 明娜               | 人鱼公主，明耀集團大小姐，喜欢馮索，嵐裳轉世                                    | 2∼3、5∼11、14∼16                                                                                       |
| 蔡俊涛 | 葛明月             | 洛洛經紀人(明這個讀音在劇中出現三種寫法：明、鳴(第7.13.14集)、銘(第8集的最前面) | 1∼12、14、16                                                                                           |
| 陈欣予 | 陽丹               | 洛洛經紀人，潮涯轉世                                                            | 全剧                                                                                                   |
| 巫迪文 | 秦漢               | 大秦集團董事長，喜歡明娜                                                        | 2∼3、5∼8、11∼16                                                                                        |
| 逯恣禎 | 喬喬/Jojo          | 馮索的秘書，月神轉世                                                            | 1、2、8、10、11∼14                                                                                     |
| 邊程   | 苦庶凌/噬神劍靈    | 櫻空釋的劍                                                                      | 7∼10、11、16                                                                                           |
| 王梓薇 | 程桐               | 大秦集團旗下藝人                                                                | 2、9∼12                                                                                                |
| 黄德毅 | 秦楚               | 大秦集團總裁，守界使者秦楚轉世，喜歡洛洛                                        | 1∼3、5∼8、11∼16                                                                                        |
| 郑佩佩 | Fiona/冰族封天婆婆 | 幻雪神山的大祭司，卡索前生父皇的母后，格凝集團董事長                            | 3、14∼16                                                                                               |
| 宋茜   | 梨落/冰王后        | 馮索第一世的情人，後轉世為洛洛                                                  | 13、16                                                                                                 |
| 苗苗   | 明乐               | 明娜的妹妹                                                                      | 2∼3、6、9∼11、14∼16                                                                                    |
| 徐嬌   | 星軌               | 星舊的妹妹                                                                      | 2 |

## 宣傳活動
| 播出時間      | 活動                                                                       | 出席演員 |
| ------------- | -------------------------------------------------------------------------- | --- |
| 2015年8月12日 | 《幻城》开机发布会                                                         | 冯绍峰、马天宇、宋茜、张萌、邵兵、胡兵、汪铎 |
| 2016年7月9日  | 湖南卫视《快乐大本营》                                                     | 宋茜、马天宇、张萌 |
| 2016年7月18日 | 《幻城》开播发布会                                                         | 冯绍峰、宋茜、马天宇、张萌、麦迪娜、 汪铎、胡兵、郑佩佩、沈海蓉、逯恣祯、徐可、 陈欣予、张雨剑、刘冬沁、书亚信、龚蓓苾、黄德毅、吴优、王艺哲、王嵛、彭杨、边程 |
| 2016年7月24日 | 腾讯视频奇幻季之《幻城》冰火盛典 《幻城》开播晚会 官方正版手游上线千人派对 | 冯绍峰、宋茜、马天宇、张萌、麦迪娜、 郑佩佩、逯恣祯、徐可、陈欣予、张雨剑、刘冬沁、黄德毅、王艺哲、王嵛、彭杨                                                  |
| 2016年7月25日 | 腾讯娱乐《大牌蜜聊》                                                       | 冯绍峰、宋茜、张萌、麦迪娜、胡兵、徐娇 |

## 電視劇的變遷
| 中国大陆 湖南卫视 钻石独播剧场 · 星期一至二 22.00 - 00.00 (两集连播) | 中国大陆 湖南卫视 钻石独播剧场 · 星期一至二 22.00 - 00.00 (两集连播) | 中国大陆 湖南卫视 钻石独播剧场 · 星期一至二 22.00 - 00.00 (两集连播) |
| -------------------------------------------------------------------- | -------------------------------------------------------------------- | -------------------------------------------------------------------- |
|                                                                      | 幻城 （2016年7月24日－11月8日）                                      |                                                                      |
| 仙剑云之凡 （2016年5月23日－7月19日）                                | 兰陵王妃 （2016年11月13日－12月27日）                                |                                                                      |

| 臺灣 中視主頻 每週一至週五 21:00 - 22:00    | 臺灣 中視主頻 每週一至週五 21:00 - 22:00        | 臺灣 中視主頻 每週一至週五 21:00 - 22:00 |
| ------------------------------------------- | ----------------------------------------------- | ---------------------------------------- |
|                                             | 幻城 （2016年10月18日－2017年1月9日）           |                                          |
| 多情皇妃·董小宛 （2016年7月28日－10月17日） | 秀麗江山長歌行 （2017年1月10日－2017年3月23日） |                                          |

| 马来西亚 Astro全佳HD 星期一至四 21:30 - 22:30 | 马来西亚 Astro全佳HD 星期一至四 21:30 - 22:30 | 马来西亚 Astro全佳HD 星期一至四 21:30 - 22:30 |
| --------------------------------------------- | --------------------------------------------- | --------------------------------------------- |
|                                               | 幻城 （2016年10月12日－2017年1月26日）        |                                               |
| 寂寞空庭春欲晚 （2016年8月3日－10月11日）     | 黃承暉謝敏瑜安息禮拜 （2017年2月2日）         |                                               |

| 臺灣 中天綜合台 每週一至週五 20:00 - 21:00 | 臺灣 中天綜合台 每週一至週五 20:00 - 21:00          | 臺灣 中天綜合台 每週一至週五 20:00 - 21:00 |
| ------------------------------------------ | --------------------------------------------------- | ------------------------------------------ |
|                                            | 幻城（第1－27集） （2016年12月5日－2017年1月10日）  |                                            |
| 花千骨（重播） （2016年9月26日－12月2日）  | 麻辣天后傳                                          |                                            |
| 每週一至週五 19:00 - 20:00                 |                                                     |                                            |
| 檸檬初上 （2016年12月6日－2017年1月10日）  | 幻城（第28－60集） （2017年1月11日－2017年2月27日） | 風中奇緣 （2017年2月28日－2017年4月17日）  |